# Horloge musicale

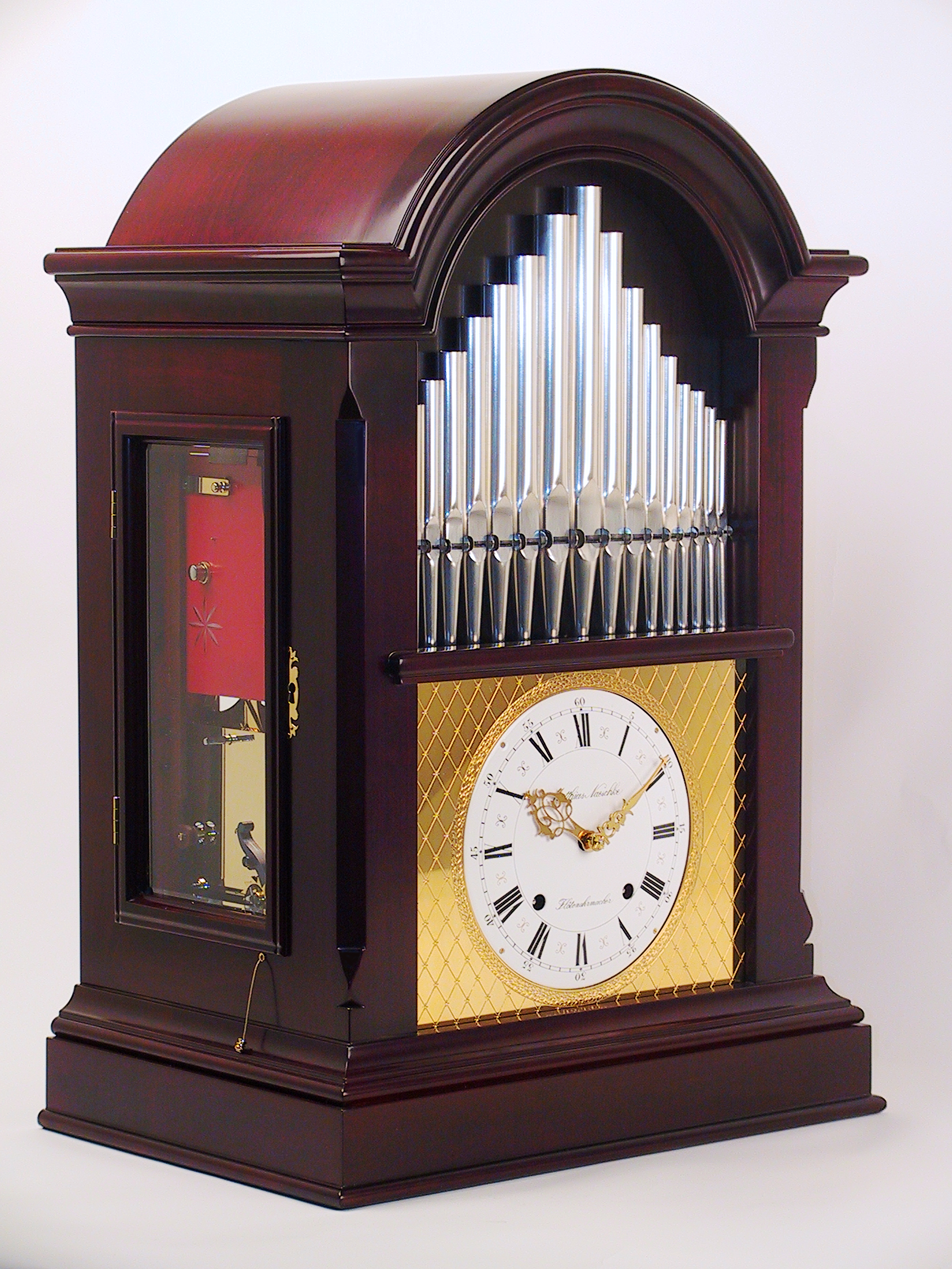
Horloge de table avec flûte, de Matthias Naeschke.

Une horloge musicale est une horloge combinée avec un mécanisme d'orgue miniature. Aux heures déterminées, le mécanisme automatique est mis en route, grâce à un système à tambour dont le principe est analogue à celui des carillons ou des boîtes à musique. L'horloge elle-même peut adopter la forme d'une pendule de parquet ou d'une pendule murale. Une forme très simplifiée est la pendule à coucou dont le mécanisme est beaucoup plus rudimentaire. 

## Les compositeurs
Plusieurs compositeurs — et non des moindres — ont écrit des œuvres destinées à cet instrument, par exemple Georg Friedrich Haendel, Wilhelm Friedemann Bach, Carl Philipp Emanuel Bach, Joseph Haydn, Antonio Salieri, Wolfgang Amadeus Mozart ou Ludwig van Beethoven.
Les horloges musicales, malgré leurs importantes limitations, sont cependant à considérer en tant que témoins appréciables et fidèles de leur époque. Elles obligeaient les compositeurs à spécifier de façon précise leurs exigences en matière d'ornementation et de tempo. Il est possible de déduire de leur fonctionnement des indications claires sur les tempos et les pratiques d'interprétation.

## Musique pour horloge musicale
- Menuet de Joseph Haydn pour horloge musicale
- Pièce en Ré Majeur de Carl Philipp Emanuel Bach
- Pièce en Si bémol Majeur de Carl Philipp Emanuel Bach
- Pièce en Mi Majeur de Carl Philipp Emanuel Bach
- Pièce en ut mineur de Carl Philipp Emanuel Bach